# Fursy (Ukraina)
Fursy (ukr. Фурси) – wieś na Ukrainie, w obwodzie kijowskim, w rejonie białocerkiewskim. W 2001 liczyła 3240 mieszkańców, wśród których 3055 jako ojczysty język wskazało ukraiński, 73 rosyjski, 1 mołdawski, 1 rumuński, 5 białoruski, 1 ormiański, a 4 inny.

## Urodzeni
- Iwan Tkałenko